# Evert Rongen
Everardus Johannes (Evert / Eef) Rongen (America, 17 december 1937) is een Nederlands voormalig topfunctionaris en politicus. Hij was van 1986 tot 1997 voorzitter van de directie van DSM Limburg en tussen 1991 en 1999 namens het CDA lid van de Eerste Kamer.

## Loopbaan
Na het gymnasium studeerde Rongen van 1956 tot 1962 rechten aan de Katholieke Universiteit Nijmegen. In 1964 werd hij juridisch medewerker bij de Staatsmijnen. Hij maakte carrière op de personeelsafdelingen van de tot DSM omgevormde organisatie. Vanaf 1980 was hij chef Algemene Personeelszaken Concern en vanaf 1985 kort directeur Concerndienst Personeel en Organisatie (CPO). In 1986 werd hij benoemd tot voorzitter van de directie van DSM Limburg wat hij tot 1 februari 1997 zou blijven. In de jaren 1990 gaf hij leiding aan een grote reorganisatie die duizenden banen kostte. In 1992 werd zijn eigen positie na een reorganisatie anders ingedeeld.
Hiernaast was Rongen actief bij verschillende maatschappelijke organisaties. Zo was hij vicevoorzitter van het Nederlands Christelijk Werkgeversverbond en voorzitter van het bestuur Fonds voor Sociale Instellingen (FSI) en Stichting Bedrijven van FSI (Sociale werkvoorziening). Rongen was actief voor het CDA-Limburg en was van 11 juni 1991 tot 8 juni 1999 lid van de Eerste Kamer der Staten-Generaal. Daar hield hij zich bezig met sociale zaken en milieubeheer en was vier jaar vicefractievoorzitter. In 1992 werd Rongen gedecoreerd tot Officier in de Orde van Oranje Nassau.
- Parlement.com: vg09llp81izo